# Youtube-dl
youtube-dlは、YouTubeなどの動画共有サービスから動画のダウンロードや音声の抽出を行うコマンドラインプログラムである。Pythonで記述されており、クロスプラットフォームである。Unlicenseの下で配布されている。

## 使用方法
基本的な使用方法:
```
youtube-dl
 
[
OPTIONS
]
 
URL
 
[
URL...
]

```

複数のファイルフォーマットが存在する場合、それを指定することができる。指定しない場合は、最適なフォーマットが自動選択される。
利用可能なフォーマットの確認:
```
youtube-dl
 
-F
 
URL

```

フォーマットを指定してダウンロード:
```
youtube-dl
 
-f
 
FORMAT
 
URL

```

## 依存関係
youtube-dlはそれ単体でも動作するが、オプションで他のプログラムに依存する場合がある。動画や音声を変換する場合にはFFmpegまたはavconvが必要となる。RTMPによってストリーミングされている動画を取得するにはRTMPDumpが必要となる。データのダウンロードにJavaScriptが必要な場合にはPhantomJSを使用する。これらのプログラムはyoutube-dlには含まれておらず、別途導入する必要がある。
なおフロントエンドであるVideomassは動画ダウンロードは勿論、内包されているFFMpegと連携して動画変換・連結まで行うことができる。

## 対応しているサイト
youtube-dlは1000以上のサイトに対応している。

### 動画
- bilibili
- CNN
- Dailymotion
- Dropbox
- Facebook
- Google ドライブ
- LiveLeak
- Vimeo
- Youku
- YouTube
- TVer
- Twitch
- ニコニコ動画
- パンドラTV

### 音声
- Bandcamp
- Beatport
- Deezer
- Freesound
- Myspace
- SoundCloud

## 騒動
2020年10月23日、アメリカレコード協会が提出したDMCAテイクダウン申請により、GitHub上での公開が停止される事態となった。
しかし、2020年11月16日、GitHubは公式ブログで電子フロンティア財団（EFF）の弁護団から送付された「youtube-dlライブラリーはYouTube動画の技術的保護を回避しているわけではなく、DMCA第1201条に違反していない」とする書簡を掲載し、DMCA第1201条に違反している事実はないとして、youtube-dl関連のリポジトリを復活させた。